# 라 밤바
《라 밤바》(La Bamba)는 미국에서 제작된 루이스 발데즈 감독의 1987년 드라마 영화이다. 루 다이아몬드 필립스 등이 주연으로 출연하였고 테일러 핵포드 등이 제작에 참여하였다.

## 출연

### 주연
- 루 다이아몬드 필립스

### 조연
- 에사이 모랄레스
- 로잔나 드소토
- 엘리자베스 페나
- 다니엘 본 제넥
- 릭 디스
- 조 판토리아노

## 기타
- 협력프로듀서: 다니엘 볼데즈
- 미술: 빈스 크레시먼

## 사운드 트랙

### 곡 목록
사이드 A.
1. "La Bamba" - Los Lobos
2. "Come On, Let's Go!" - Los Lobos
3. "Ooh My Head" - Los Lobos
4. "We Belong Together" - Los Lobos
5. "Framed" - Los Lobos
6. "Donna" - Los Lobos

사이드 B.
1. "Lonely Teardrops" - Howard Huntsberry
2. "Crying, Waiting, Hoping" - Marshall Crenshaw
3. "Summertime Blues" - 브라이언 세처
4. "Who Do You Love?" - 보 디들리
5. "Charlena" - Los Lobos
6. "Goodnight, My Love" - Los Lobos